# Rivière Kaapicikatew
Rivière Kaapicikatew är ett vattendrag i Kanada.   Det ligger i provinsen Québec, i den sydöstra delen av landet, 400 km norr om huvudstaden Ottawa.
I omgivningarna runt Rivière Kaapicikatew växer i huvudsak barrskog. Trakten runt Rivière Kaapicikatew är nära nog obefolkad, med mindre än två invånare per kvadratkilometer.